# Pro Evolution Soccer 2017
Pro Evolution Soccer 2017 (oficjalny skrót PES 2017, znana też w niektórych krajach azjatyckich jako Winning Eleven 2017) – szesnasta edycja serii gier Pro Evolution Soccer, zapowiedziana 25 maja 2016 roku. Gra została wydana 13 i 15 września 2016 roku na następujące platformy: PC, Xbox 360, Xbox One, PlayStation 3 i PlayStation 4. W związku z powstaniem gry Konami nawiązało partnerstwo z klubami: FC Barcelona, Liverpool FC, Borussia Dortmund i Club Atlético River Plate, co wiązało się z umieszczeniem w grze oficjalnych strojów, dobrze odwzorowanych twarzy graczy, herbów oraz stadionów tych klubów.

## Rozgrywka
Podobnie jak w dwóch poprzednich edycjach, w grze zastosowano silnik Fox Engine. Jednakże wersja na PC jest uboższa względem konsol ósmej generacji.
Elementami, którymi najnowsza wersja różni się od poprzednich, są:
- system Adaptive AI, czyli wpływ sztucznej inteligencji na zmianę taktyki gry;
- ulepszone przyjęcie i zachowanie piłki;
- moduł Precise Pass, umożliwiający dokładniejsze podania;
- instrukcje taktyczne (Advanced Instructions) w grze ofensywnej i defensywnej;
- poprawiona gra bramkarzy oraz zachowanie sędziów przy bezpośrednich starciach między zawodnikami;
- zmiany w Master League i myClub;
- fanowskie modyfikacje na PS4, m.in. Edit Data Sharing.

Autorami angielskiego komentarza w grze są Peter Drury i Jim Beglin.

## Oficjalne partnerstwa
26 lipca 2016 roku Konami Digital Entertainment ogłosiło oficjalne, trzyletnie partnerstwo z FC Barcelona, oświadczając przy tym, że firma planuje wprowadzić do gry taktykę Barcelony, historyczne stroje i klasycznych piłkarzy.
16 sierpnia 2016 roku zostało ogłoszone nawiązanie partnerstwa z Liverpool FC, w związku z czym w grze zostaną zaimplementowane oficjalne stroje klubu, twarze piłkarzy, stadion Anfield, czy taktyka „Gegenpress”.
Dzień później podano do wiadomości informację o nawiązaniu współpracy z Borussią Dortmund.
26 sierpnia 2016 Konami ogłosiło partnerstwo z Club Atlético River Plate.
31 sierpnia 2016 zostało ogłoszone partnerstwo z Brazylijską Konfederacją Piłkarską, na mocy którego pojawi się w pełni licencjonowana liga brazylijska, a także rozszerzone partnerstwo z trzema klubami z Brazylii: Red Bull Brasil, CR Flamengo i SC Corinthians Paulista.

## Odbiór gry
Gra spotkała się z pozytywnym odbiorem recenzentów, uzyskując w wersji na konsolę PlayStation 4 według agregatora Metacritic średnią z ocen wynoszącą 85/100 punktów oraz 84,85% według serwisu GameRankings. Redaktor serwisu Gry-Online, Amadeusz Cyganek, przyznał grze ocenę 9/10, doceniając zróżnicowaną rozgrywkę, wysoki poziom sztucznej inteligencji oraz dopracowaną animację zawodników. Skrytykował natomiast zachowanie komputerowych sędziów podczas gry.
Pro Evolution Soccer 2017 została nominowana do nagród E3 Games Critics Award oraz Gamescom Awards 2016 w kategorii „najlepsza gra sportowa”.

## Wersja demonstracyjna
Wersja demonstracyjna gry na konsole została udostępniona 23 września 2016 na kontynentach amerykańskich oraz dzień później w Europie. Wersja na PC ukazała się dopiero w dniu premiery – 15 września.
W wersji demonstracyjnej Pro Evolution Soccer 2017 można rozegrać mecz towarzyski na jednym z dwóch stadionów: Camp Nou lub fikcyjnym Neu Sonne Arena jedną z dziewięciu grywalnych drużyn, w tym FC Barcelona, Arsenalem Londyn, Atlético Madryt, czy reprezentacją Francji lub Niemiec. Dodatkowym bonusem dla testujących jest 10 tysięcy punktów GP.